# The Problem with Pets
The Problem with Pets (deutsch Das Problem mit Haustieren) ist ein britischer Kurzfilm von Catriona Craig aus dem Jahr 2008. In Deutschland feierte der Film am 3. Mai 2009 bei den Internationalen Kurzfilmtagen in Oberhausen Premiere.

## Handlung
Die siebenjährige Monica beschuldigt den neuen Freund ihrer Mutter für den unzeitgemäßen Tod ihrer Haustiere verantwortlich zu sein und will sich an ihm rächen.

## Kritiken
„Der Film ist besonders erzählt. Die Schauspieler sehen verrückt aus und die Kostüme und die Musik lassen den Film sehr witzig wirken, obwohl das Thema eigentlich sehr ernst ist.“

## Auszeichnungen
Beijing Student Film Festival
- Publikumspreis

Internationale Kurzfilmtage Oberhausen 2009
- Lobende Erwähnung der Kinderjury

Internationales Kurzfilmfestival Berlin
- 1. Platz – Bester KUKI Kinder Kurzfilm